# Verenigd Koninkrijk op het Eurovisiesongfestival 1985
Het Verenigd Koninkrijk deed in 1985 voor de zevenentwintigste keer mee aan het Eurovisiesongfestival. De zangeres Vikki Watson was gekozen door de BBC om het land te vertegenwoordigen, na een nationale finale.

## Nationale voorselectie
Onder de titel A Song for Europe 1985 hield het Verenigd Koninkrijk een nationale finale om de artiest en het lied te selecteren voor het Eurovisiesongfestival 1985. De nationale finale werd gehouden op 9 april 1985 en werd gepresenteerd door Terry Wogan.
De winnaar werd gekozen door acht regionale jury's.
| Volgorde | Lied                            | Componist                   | Artiest                     | Punten | Plaats |
| -------- | ------------------------------- | --------------------------- | --------------------------- | ------ | ------ |
| 01       | "Love Is"                       | Jimmy Kaleth & Vikki Watson | Vikki                       | 124    | 1ste   |
| 02       | "I'm Crying"                    | Jonathan Cregg              | Peter Beckett               | 059    | =7de   |
| 03       | "The Clock on the Wall"         | Peter Vale & Mike Leeson    | Alvin Stardust              | 090    | 3de    |
| 04       | "What We Say with Our Eyes"     | James Oliver                | James Oliver                | 066    | 6de    |
| 05       | "Energy"                        | Clive Scott & Des Dyer      | Des Dyer                    | 077    | 4de    |
| 06       | "Let Me Love You One More Time" | Paul Curtis & Graham Sacher | Annabel                     | 072    | 5de    |
| 07       | "Dancing in the Night"          | Paul Curtis & Graham Sacher | Kerri Wells                 | 101    | 2de    |
| 08       | "So Do I"                       | Mike Redway                 | Mike Redway & Fiona Kennedy | 059    | =7de   |

## In Göteborg
In de Zweedse stad Göteborg moest het Verenigd Koninkrijk aantreden als veertiende, net na Noorwegen en voor Zwitserland.
Op het einde van de puntentelling bleek dat ze op een vierde plaats waren geëindigd met 100 punten.
Van België ontving men 6 punten.

### Gekregen punten

#### Finale
| 12 punten                                   | 10 punten               | 8 punten             | 7 punten              | 6 punten                        |
| ------------------------------------------- | ----------------------- | -------------------- | --------------------- | ------------------------------- |
|                                             | - Turkije - Zwitserland | - Italië - Luxemburg | - Finland - Noorwegen | - België - Frankrijk - Portugal |
| 5 punten                                    | 4 punten                | 3 punten             | 2 punten              | 1 punt                          |
| - Duitsland - Denemarken - Ierland - Spanje | - Griekenland - Zweden  |                      | - Israël - Oostenrijk |                                 |

### Punten gegeven door Verenigd Koninkrijk

#### Finale
Punten gegeven in de finale:
| 12 punten | Noorwegen  |
| 10 punten | Oostenrijk |
| 8 punten  | Turkije    |
| 7 punten  | Finland    |
| 6 punten  | Zweden     |
| 5 punten  | Israël     |
| 4 punten  | Spanje     |
| 3 punten  | Ierland    |
| 2 punten  | Frankrijk  |
| 1 punt    | Duitsland  |

1957 · 1958 · 1959 · 1960 · 1961 · 1962 · 1963 · 1964 · 1965 · 1966 · 1967 · 1968 · 1969 · 1970 · 1971 · 1972 · 1973 · 1974 · 1975 · 1976 · 1977 · 1978 · 1979 · 1980 · 1981 · 1982 · 1983 · 1984 · 1985 · 1986 · 1987 · 1988 · 1989 · 1990 · 1991 · 1992 · 1993 · 1994 · 1995 · 1996 · 1997 · 1998 · 1999 · 2000 · 2001 · 2002 · 2003 · 2004 · 2005 · 2006 · 2007 · 2008 · 2009 · 2010 · 2011 · 2012 · 2013 · 2014 · 2015 · 2016 · 2017 · 2018 · 2019 · 2020 · 2021 · 2022 · 2023 · 2024 · 2025